# Anna Hopkin
Anna Hopkin (ur. 24 kwietnia 1996 w Chorley) – angielska pływaczka specjalizująca się w stylu dowolnym, mistrzyni olimpijska i mistrzyni Europy.

## Kariera
W 2018 roku reprezentowała Anglię na igrzyskach Wspólnoty Narodów w Gold Coast i zdobyła brązowy medal w sztafecie 4 × 100 m stylem dowolnym.
Rok później podczas mistrzostw świata w Gwangju w konkurencji 50 m stylem dowolnym była siódma z czasem 24,40. Na dwukrotnie dłuższym dystansie zajęła 13. miejsce (53,65).
Na mistrzostwach Europy na krótkim basenie w Glasgow wywalczyła srebro w sztafecie mieszanej 4 × 50 m stylem zmiennym.
W maju 2021 roku na mistrzostwach Europy w Budapeszcie zdobyła cztery złote medale w sztafetach kobiet i mieszanych 4 × 100 m stylem dowolnym i zmiennym. W konkurencji 100 m stylem dowolnym wywalczyła brąz, uzyskawszy czas 53,43. Na dystansie 50 m stylem dowolnym była szósta (24,51).
Trzy miesiące później podczas igrzysk olimpijskich w Tokio wraz z Kathleen Dawson, Adamem Peatym i Jamesem Guyem zdobyła złoto w sztafecie mieszanej 4 × 100 m stylem zmiennym. Brytyjczycy czasem 3:37,58 pobili rekord świata. W eliminacjach 100 m stylem dowolnym ustanowiła nowy rekord swojego kraju (52,75), a w finale tej konkurencji zajęła siódme miejsce z czasem 52,83. Hopkin płynęła również na pierwszej zmianie sztafety 4 × 100 m stylem dowolnym, gdzie uzyskała czas 53,16. Brytyjki uplasowały się w wyścigu finałowym na piątej pozycji.